# HD 32518 b
HD 32518 b是一顆距離地球約383光年的太陽系外行星，位於鹿豹座。它的母恆星是 K 型巨星 HD 32518。該行星的質量下限是木星的3倍。它以極接近圓形的軌道環繞母恆星，距離0.59天文單位，軌道週期157.54日。HD 32518 b 於2009年8月12日以徑向速度法發現。